# Канига
Канига — вміст шлунку жуйних тварин; напіврідка зеленувата маса, що складається з частинок неперетравленого корму. Утилізується в господарстві разом з іншими відходами боєнь. Канигу видаляють  при розділці туш як побічний продукт забою тварин. Сира канига великої рогатої худоби містить (в %): води 87,7, протеїну 1,6, жиру 0,5, клітковини 4,2, Безазотних активних речовин 4,7, золи 1,3. У великій рогатій худобі кількість каниги становить 9 — 12 %, у дрібної рогатої худоби — 5 — 8 % від маси тварини. 
Отримана на м'ясокомбінатах канига може бути використана в якості добрив полів (у Західній Європі) (в суміші з гноєм), термоізоляційного матеріалу (канигіта), виробництва паливного метану (утворюється при бродінні каниги), а також для отримання кормових дріжджів, вітаміну B12 і іншого. Як складова частина варених кормів канига використовується в годівлі (в Америці) свиней (не використовується  при відгодівлі їх на сало) і сільськогосподарської птиці. Поживність 100 кг сирої каниги 6,7 к. од., висушеної — 46,2 к. од.
Вміст шлунку домашнього, або дикого оленя використовує у кухні багатьох народів Півночі і Сибіру — чукчів, коряків,ненців, нганасан, хантів, мансів. Існує багато рецептів страв.
Літній вміст шлунка оленя застосовується також як засіб вироблення сиром'ятних шкір і хутра.